# ホワイトハウスの陰謀
『ホワイトハウスの陰謀』（ホワイトハウスのいんぼう、原題: Murder at 1600）は、1997年のアメリカ映画。原題の1600とはホワイトハウスの所在地のこと。

## ストーリー
アメリカ軍の兵士が北朝鮮により拉致され182日が経過し、時の政権の対応に世論の批判が高まりつつあった。
そんなある日、ホワイトハウス内部で女性職員が惨殺死体となって発見される。
国家安全保障問題担当大統領補佐官のジョーダンの要請により、リージス刑事がホワイトハウスに呼ばれ捜査に当たるが、警備主任であるスパイキングスは非協力的であった。
検察局の女性シークレット・サービスのニーナが捜査に協力するが、既に検察局が被害者の私物を全て押収していた。
やがて、被害者と交友のあった清掃係が逮捕されるがリージスは納得できず、被害者の写真から大統領の息子カイルとの接点を見いだしたリージスは、事件の黒幕に大統領父子の影があると考え、独自に捜査を開始する。
しかし、それは現大統領を失脚させ北朝鮮への爆撃をもくろむ政権内部の強硬派の陰謀であった。

## 登場人物
ハーラン・リージス
演 - ウェズリー・スナイプス
刑事。
ニーナ・チャンス
演 - ダイアン・レイン
シークレット・サービス。
ニック・スパイキングス
演 - ダニエル・ベンザリ
警備主任。
ステングル
演 - デニス・ミラー
刑事。
アルヴィン・ジョーダン
演 - アラン・アルダ
大統領補佐官。リージスに事件の担当を要請する。
ジャック・ニール
演 - ロニー・コックス
大統領。
キティ・ニール
演 - ダイアン・ベイカー
大統領夫人。
カイル・ニール
演 - テイト・ドノヴァン
大統領の息子。

## キャスト
| 役名                     | 俳優                       | 日本語吹替 | 日本語吹替   |
| 役名                     | 俳優                       | ソフト版   | テレビ朝日版 |
| ------------------------ | -------------------------- | ---------- | ------------ |
| ハーラン・リージス刑事   | ウェズリー・スナイプス     | 大塚芳忠   | 江原正士     |
| ニーナ・チャンス         | ダイアン・レイン           | 沢海陽子   | 塩田朋子     |
| ニック・スパイキングス   | ダニエル・ベンザリ         | 加藤精三   | 上田敏也     |
| ステングル刑事           | デニス・ミラー             | 野島昭生   | 野島昭生     |
| アルヴィン・ジョーダン   | アラン・アルダ             | 清川元夢   | 家弓家正     |
| ジャック・ニール大統領   | ロニー・コックス           | 小山武宏   | 小島敏彦     |
| キティ・ニール           | ダイアン・ベイカー         | 磯辺万沙子 | 磯辺万沙子   |
| カイル・ニール           | テイト・ドノヴァン         | 遠近孝一   | 伊藤健太郎   |
| クラーク・タリー将軍     | ハリス・ユーリン           | 筈見純     | 塚田正昭     |
| クーパー                 | トム・ライト               |            |              |
| ポール・モラン           | ニコラス・プライヤー       |            |              |
| ジェフリー               | チャールズ・ロケット       | 田原アルノ | 谷口節       |
| バートン・キャッシュ     | ナイジェル・ベネット       |            |              |
| バーの若い女             | タマラ・ゴースキー         |            |              |
| ジョン・ケリー           | ダグラス・オキーフ         |            |              |
| ルケッシ                 | トニー・ナッポ             |            |              |
| スナイパーのカール       | クリフ・マクマラン         | 福田信昭   |              |
| ジミー・フォーリー検視官 | リチャード・ブラックバーン | 秋元羊介   |              |

- テレビ朝日版：初回放送1999年6月20日『日曜洋画劇場』

## スタッフ
- 監督: ドワイト・リトル
- 製作: アーノルド・コペルソン、アーノン・ミルチャン
- 製作総指揮: アン・コペルソン、マイケル・ネイサンソン＆スティーヴン・ブラウン
- 脚本: ウェイン・ビーチ、デイヴィッド・ホッジン
- 撮影: スティーヴン・バーンスタイン
- 音楽: クリストファー・ヤング
- キャスティング: アマンダ・マッキー・ジョンソン＆キャシー・サンドリッチ
- 衣装: デニース・クローネンバーグ（英語版）
- 美術: ネルソン・コーツ（英語版）